# Valerio Castello
Valerio Castello (1624-1659) est un peintre italien baroque de l'école génoise.

## Biographie
Valerio Castello est le plus jeune fils de Bernardo Castello, de la famille de peintres génois Castello, qui mourut quand il avait  6 ans. Son frère aîné Torquato, qui l'éleva, envisageait pour lui des études littéraires, mais il montra très tôt des affinités pour le dessin. Il fut l'apprenti de Domenico Fiasella et de Giovanni Andrea de Ferrari, mais subit surtout l'influence de Van Dyck et  Rubens, et de leur émule génois Bernardo Strozzi.
Il fit un voyage à Milan et Parme vers 1640-1645, avec Agostino Merano, le fils de  Giovanni Battista Merano, il put y admirer les travaux de Camillo Procaccini et de Parmigianino qui devinrent des références constantes de son style.
De retour à Gênes, il  excella dans les scènes de bataille et se montra très  prolifique  pendant le reste de sa courte vie. 
Il a peint l'Enlèvement des Sabines, conservé au Palazzo Brignole, et a décoré la coupole de la Basilica della Santissima Annunziata del Vastato.
Pour la maison de Francesco Maria Balbi, il a collaboré avec le quadraturiste de Bologne, Andrea Seghizzi aux fresques du palais. Ses admirateurs estiment qu'il a su combiner le feu du Tintoret avec le style de Véronèse.
Valerio Castello a influencé le travail du jeune Domenico Piola. Parmi ses élèves, on compte  Bartolomeo Biscaino, Giovanni Paolo Cervetto et Stefano Magnasco.

## Œuvres
- La Vierge avec saint Jean-Baptiste et l'Enfant, v. 1650, huile sur toile, 98 × 74 cm, musée des beaux-arts de Nantes[2]
- La Gloire, fresque, Palazzo Reale, Gênes, 1651
- Le Char du temps, fresque, Palazzo Balbi Senarega, Gênes
- Le Massacre des innocents, Musée de l'Ermitage, Saint-Pétersbourg
- La Lapidation de saint Etienne
- L'Enlèvement des Sabines, 1650-1655, huile sur toile, 206 × 247 cm, musée des Offices, Florence. Achetée pour Ferdinand de Médicis par Nicolo Cassana[3].
- La Vierge à l'Enfant avec saint Jean-Baptiste, National Gallery, Londres
- Adoration des bergers, Fine Arts Museums, San Francisco
- Joseph et la femme de Putiphar, Burghley house, Stamford
- La Sainte Famille avec saint Jean-Baptiste, sanguine sur esquisse à la pierre noire, plume et encre brune, lavis brun, Musée Atger, Montpellier
- La Chute de Simon le Magicien, musée des beaux-arts de Caen
- La Sainte Famille, huile sur toile, 123 × 98 cm,  Musée des beaux-arts, Rouen
- Moïse frappant le rocher, Musée du Louvre.

## Sources
- (it) Cet article est partiellement ou en totalité issu de l’article de Wikipédia en italien intitulé « Valerio Castello » (voir la liste des auteurs).

- (en) Cet article est partiellement ou en totalité issu de l’article de Wikipédia en anglais intitulé « Valerio Castello » (voir la liste des auteurs).